# Dinómenes (tiranicida)
Dinómenes (também escrito como Dinômenes ou Deinomemes) foi um dos participantes da conspiração que assassinou o tirano Jerônimo de Siracusa, em 215 a.C., e foi eleito pelos siracusanos um de seus generais.

## Contexto histórico
Siracusa havia sido governada pelo tirano Hierão II, cuja política exterior favorecia a aliança com Roma, durante a Segunda Guerra Púnica. Com a morte de Hierão, em 216 a.C., a monarquia passou para seu neto, Jerônimo, então com 15 anos de idade. Jerônimo era filho de Gelão II e Nereida, sendo neto de Hierão, por parte do pai, e descendente de Pirro, por parte da mãe.
Jerônimo tinha, como conselheiros, quinze homens indicados por Hierão, porém seus dois tios, genros de Hierão II, chamados Andranadoro e Zepo, o convenceram a tomar o poder, com ele se tornando marionete deles. Em decorrência da derrota romana na Batalha de Canas, Jerônimo procurou a aliança de Cartago, enviando embaixadores a Aníbal.

## Assassinato de Jerônimo
Jerônimo tinha ambições de conquistar e reinar sobre toda a Sicília, assim como havia feito seu avô. Jerônimo planejou avançar contra Leontinos com 15.000 soldados, sem saber que entre eles havia vários conspiradores. Dinómenes, que fazia parte de sua guarda, fingiu prender seu pé, de forma a formar uma separação entre Jerônimo e seus guardas. Jerônimo, sozinho, foi esfaqueado várias vezes, antes que pudesse chegar socorro. Os guardas atacaram Dinómenes, que escapou com apenas dois ferimentos. Jerônimo havia governado por apenas treze meses.

## General
Adranodoro, tio de Jerônimo por ser casado com Demárata, filha de Hierão, incentivado por sua esposa que queria ser rainha, pretendeu tomar o poder, mas, vendo que a situação era delicada, aceitou que Siracusa permanecesse livre.
Foram eleitos pretores, dentre os quais Adranodoro, e os conspiradores ausentes, Dinómenes e Sopater. Dinómenes e Sopater trouxeram o tesouro, que estava em Leontinos, e deixaram sob a guarda de questores.
Dinómenes e Sosis foram os generais de um exército enviado para socorrer Leontinos, quando esta foi atacada por Marcelo, porém Leontinos foi tomada antes da chegada deste exército.

## Morte
Os texto antigos não dizem como Dinómenes morreu.[carece de fontes?]
Os pretores de Siracura foram mortos após se refugiarem em Achradina e serem massacrados por mercenários, desertores e a guarda real. Siracusa caiu em poder de Hipócrates e Epicides, aliados dos cartagieses. Sosis sobreviveu, e serviu como embaixador quando Marcelo tentou obter a rendição de Achradina.